# Majid bin 'Abd al-'Aziz Al Sa'ud
Mājid bin ʿAbd al-ʿAzīz Āl Saʿūd (in arabo ماجد بن عبد العزيز آل سعود‎?; Riad, 19 ottobre 1938 – Gedda, 13 aprile 2003) è stato un principe e politico saudita, membro della famiglia reale Āl Saʿūd.

## Primi anni di vita ed educazione
Il principe Mājid è nato a Riyad il 19 ottobre 1938. Era figlio di re ʿAbd al-ʿAzīz e di Muhdī. Suoi fratelli germani erano il principe Saṭṭām e le principesse Sulṭāna e Ḥāya. Mājid ha ricevuto un'istruzione formale a Riyad.

## Carriera
Alla fine del 1975, Mājid è stato nominato da Re Khālid ministro del nuovo Ministero delle Municipalità e degli Affari Rurali. Anche il principe Mutayyib ha aderito al gabinetto saudita a quel tempo, essendo stato nominato Ministro dei Lavori Pubblici e degli Alloggi. Queste due nomine sono state una mossa per ridurre il potere dei "Sette Sudayrī" nel gabinetto.
Poi, il 3 marzo 1980, il principe Mājid fu nominato governatore della provincia della Mecca, in sostituzione del principe Fawwāz. Il suo mandato è durato per diciannove anni, fino al 1999. Mājid ha rassegnato le dimissioni dalla carica a seguito di uno scandalo che ha coinvolto uno dei suoi collaboratori.

### Opinioni
Il principe Mājid ha sostenuto che il comunismo ed altre ideologie temporali erano totalmente false e contro la natura umana. Egli era vicino sia all'allora principe ereditario ʿAbd Allāh che ai "Sette Sudayrī", in qualità di elettore fluttuante nei concorsi. Tuttavia, durante il suo mandato di governatore era molto più vicino al principe ereditario ʿAbd Allāh.

## Vita personale
Il principe Mājid era sposato con Nawf bint ʿAbd Allāh al-Fahd al-Muhanna. Ha sette figli, due maschi e cinque femmine. Suo figlio maggiore, Mishāʿil, è governatore della città di Gedda. L'altro figlio, ʿAbd al-ʿAzīz, è stato governatore della provincia di Medina. Una delle sue figlie, Jawāhir, è la prima donna saudita a cui è stato concesso il titolo di "patrono delle arti" in Arabia Saudita. Un'altra figlia, Basma, ha sposato il principe Bandar bin Faysal Al Saud.

### Filantropia
Nel 1998 ha fondato la Società per lo Sviluppo e i Servizi Sociali. Inizialmente il suo nome era "Associazione per lo Sviluppo e Servizi Sociali Makka al-Mukarrama". Successivamente, è stato cambiato in "Società per lo Sviluppo e Servizi Sociali Makka al-Mukarrama" ed è stato registrata come associazione caritativa nel registro degli enti di beneficenza presso il Ministero degli Affari Sociali nel 2000. Mishāʿil bin Mājid è ora presidente della società.
All'associazione è stato dato un voto A+ dal Global Research Alliance (GRA) nel corso del 2011.

## Morte e funerale
Il principe Mājid è morto a Jeddah dopo lunga malattia il 13 aprile 2003. Le preghiere funebri si sono tenute nella Grande Moschea di La Mecca lo stesso giorno ed è stato sepolto nel cimitero al-Adl della città. L'allora principe ereditario ʿAbd Allāh e i principi Sulṭān, Nāyef e Salmān e altri reali sauditi di alto rango hanno partecipato alle esequie.